# Зудыра
Зудыра — посёлок железнодорожной станции в Чернышевском районе Забайкальского края России. Входит в состав городского поселения «Аксёново-Зиловское».

## География
Посёлок находится в северо-восточной части района, при Транссибирской магистрали, на левом берегу реки Белый Урюм, на расстоянии примерно 81 км (по прямой) к северо-востоку от посёлка городского типа Чернышевск, административного центра района. Абсолютная высота — 599 м над уровнем моря.
Климат
Климат характеризуется как резко континентальный, с продолжительной холодной зимой и коротким тёплым летом. Средняя многолетняя температура самого холодного месяца (января) составляет −30 — −26 °С, температура самого тёплого (июля) — 16 — 20 °С. Среднегодовое количество осадков — 300—350 ммю
Часовой пояс
Посёлок Зудыра находится в часовой зоне МСК+6. Смещение применяемого времени относительно UTC составляет +9:00.

## История
Посёлок основан в 1908 году при строительстве Амурской железной дороги.

## Население
| 2010 | 2021 |
| ---- | ---- |
| 32   | →32  |

Половой состав
По данным Всероссийской переписи населения 2010 года, в гендерной структуре населения мужчины составляли 56,3 %, женщины — соответственно 43,7 %.
Национальный состав
Согласно результатам переписи 2002 года, в национальной структуре населения русские составляли 97 % из 35 чел.В 2025 году население составляет 25 человек.